# 213
213 је била проста година.

## Догађаји
- Цар Каракала напушта Рим и протерује германске пљачкаше из Галије, док његова мајка Јулија Домна влада Царством. Он брани границу северне Рајне од Аламана и Чата. Каракала побеђује германска племена на обалама реке Мајне и даје себи титулу „Германикус“.
- Кинески војсковођа Цао Цао, премијер династије Хан, носи титулу Веи Гонг (војвода од Веја) и добија феуд од десет градова под његовом доменом. Ово касније постаје краљевина Цао Веј.
- Битка код Руксуа: Цао Цао се сукобљава са Сун Хуаном.

## Рођења
- Григорије Чудотворац